# Dingdong Dantes
José Sixto G. Dantes III (sinh ngày 2 tháng 8 năm 1980) là nam diễn viên, nhà sản xuất phim người Phillipines trực thuộc GMA Network và quản lý hãng phim riêng AgostoDos Pictures.

## Danh sách phim tham gia

### Phim truyền hình
| Năm        | Tựa                                                                         | Vai                                                                         | Đài         | Đóng với                                                                              | Nguồn  |
| ---------- | --------------------------------------------------------------------------- | --------------------------------------------------------------------------- | ----------- | ------------------------------------------------------------------------------------- | ------ |
| 2020       | Descendants of the Sun (Phil ver) (Remake Hậu duệ mặt trời)                 | Capt. Lucas Manalo                                                          | GMA Network | Main role with Jennylyn Mercado, Rocco Nacino and Jasmine Curtis-Smith                | [ 2 ]  |
| 2018–2019  | Cain at Abel                                                                | Daniel Anthony Larrazabal                                                   | GMA Network | Leading role with Dennis Trillo, Sanya Lopez and Solenn Heussaff                      | [ 3 ]  |
| 2016–2017  | Alyas Robin Hood (Mặt nạ anh hùng)                                          | Jose Paolo "Pepe" De Jesus / Crisostomo "Cris" Bonifacio / Alyas Robin Hood | GMA Network | Leading role with Megan Young, Solenn Heussaff and Andrea Torres                      | [ 4 ]  |
| 2016; 2017 | Encantadia (2016)                                                           | Prinsipe Raquim†                                                            | GMA Network | Special Participation with real-life wife, Marian Rivera. originally by Richard Gomez | [ 5 ]  |
| 2016; 2017 | Poor Señorita                                                               | Rafael Buenaventura                                                         | GMA Network | Special Participation with Regine Velasquez                                           | [ 6 ]  |
| 2015       | Yagit                                                                       | Father Kokoy                                                                | GMA Network | Cameo role; Crossover character from Pari 'Koy                                        | [ 7 ]  |
| 2015       | Pari 'Koy                                                                   | Father Jericho "Kokoy" Evangelista                                          | GMA Network | Leading role with David Remo                                                          | [ 8 ]  |
| 2014       | Ang Dalawang Mrs. Real (Hai người vợ)                                       | Juan Antonio "Anthony" V. Real III                                          | GMA Network | Leading role with Maricel Soriano, & Lovi Poe                                         | [ 9 ]  |
| 2013       | Genesis                                                                     | Isaak Macalintal                                                            | GMA Network | Leading role with Rhian Ramos                                                         | [ 10 ] |
| 2012       | Pahiram ng Sandali (Tình trong khoảnh khắc)                                 | Alex Santiago                                                               | GMA Network | Leading role with Lorna Tolentino, & Max Collins                                      | [ 11 ] |
| 2012       | My Beloved (Người tình bí ẩn)                                               | Benjamin "Benjie" Castor/Arlan                                              | GMA Network | Leading role with Marian Rivera                                                       | [ 12 ] |
| 2012       | Amaya (Huyền thoại Amaya)                                                   | Ferdinand Magellan                                                          | GMA Network | Cameo role                                                                            | [ 13 ] |
| 2011       | I ♥ You, Pare!                                                              | Kenneth Castillo                                                            | GMA Network | Leading role with Regine Velasquez/Iza Calzado                                        | [ 14 ] |
| 2010       | Endless Love (Chân trời có em) (Remake Trái tim mùa thu)                    | Johnny Dizon                                                                | GMA Network | Leading role with Marian Rivera                                                       | [ 15 ] |
| 2010       | Diva                                                                        | Himself                                                                     | GMA Network | Cameo role                                                                            | [ 16 ] |
| 2009       | Stairway to Heaven (Thiên đường vắng em) (Remake Nấc thang lên thiên đường) | Pocholo 'Cholo' Fuentebella                                                 | GMA Network | Leading role with Rhian Ramos                                                         | [ 17 ] |
| 2009       | Ang Babaeng Hinugot sa Aking Tadyang (Quan hệ nguy hiểm)                    | Homer Alcaraz                                                               | GMA Network | Leading role with Marian Rivera                                                       | [ 18 ] |
| 2008       | Dyesebel (Chuyện tình nàng tiên cá)                                         | Fredo Legaspi                                                               | GMA Network | Leading role with Marian Rivera                                                       | [ 19 ] |
| 2007       | MariMar (Vũ điệu hoang dã)                                                  | Sergio Santibañez                                                           | GMA Network | Leading role with Marian Rivera                                                       | [ 20 ] |
| 2006       | Atlantika                                                                   | Aquano                                                                      | GMA Network | Leading role with Iza Calzado                                                         | [ 21 ] |
| 2006       | Encantadia: Pag-ibig Hanggang Wakas                                         | Haring Ybrahim/Ybarro                                                       | GMA Network | Main cast                                                                             | [ 22 ] |
| 2006       | Etheria                                                                     | Ybrahim/Ybarro/Alexus                                                       | GMA Network | Main cast                                                                             | [ 23 ] |
| 2005       | Encantadia                                                                  | Ybrahim/Ybarro                                                              | GMA Network | Main cast                                                                             | [ 24 ] |
| 2003       | Twin Hearts                                                                 | Adrian Asuncion                                                             | GMA Network | Leading role with Tanya Garcia                                                        | [ 25 ] |
| 2001       | Sana ay Ikaw na Nga                                                         | Carlos Miguel Altamonte                                                     | GMA Network | Leading role with Tanya Garcia                                                        | [ 26 ] |
| 1996       | Anna Karenina                                                               | Brix                                                                        | GMA Network | Supporting role                                                                       | [ 27 ] |

### Truyền hình đặc biệt
| Năm  | Tựa                                           | Vai               | Đài         | Notes                                                                 | Nguồn  |
| ---- | --------------------------------------------- | ----------------- | ----------- | --------------------------------------------------------------------- | ------ |
| 2017 | Selda 1430                                    | Argel Corpuz      | GMA Network | APT Entertainment holy week special. (aired when it's Black Saturday) |        |
| 2015 | 2°: Panahon Na                                | Host              | GMA Network | GMA News and Public Affairs climate change special                    | [ 28 ] |
| 2011 | Kwentong Dabarkads (30 Dekada ng Eat Bulaga!) | Host              | GMA Network | Eat Bulaga! documentary special                                       |        |
| 2011 | Report Card: Antas Ng Edukasyon Sa Pilipinas  | Host              | GMA Network | GMA News and Public Affairs documentary special                       | [ 29 ] |
| 2010 | GMA @ 60: The Heart of Television             | Host / Performer  | GMA Network | GMA Network 60th anniversary special                                  | [ 30 ] |
| 2008 | MariMar: Isang Pasasalamat                    | Sergio Santibañez | GMA Network | MariMar farewell special                                              | [ 31 ] |
| 1998 | T.G.I. X-Mas                                  | Iñaki Torres      | GMA Network | T.G.I.S. Christmas TV special                                         |        |

### Phim điện ảnh
| Năm  | Tựa                                          | Vai                   | Hãng sản xuất                                        |
| ---- | -------------------------------------------- | --------------------- | ---------------------------------------------------- |
| 2019 | Family History                               | Ronaldo Reyes         | GMA Pictures, Mic Test Entertainment                 |
| 2018 | Fantastica                                   | Dong Nam              | Star Cinema & Viva Films                             |
| 2018 | Sid & Aya: Not a Love Story                  | Sid                   | Viva Films                                           |
| 2017 | Seven Sundays                                | Bryan Bonifacio       | Star Cinema                                          |
| 2016 | The Unmarried Wife                           | Geoff Victorio        | Star Cinema                                          |
| 2014 | Kubot: The Aswang Chronicles 2               | Makoy                 | GMA Films, AgostoDos Pictures, Reality Entertainment |
| 2013 | Kimmy Dora: Ang Kiyemeng Prequel             | Johnson               | Spring Films, MJM Productions, and Quantum Films     |
| 2013 | She's The One                                | Wacky Delos Reyes     | Star Cinema                                          |
| 2013 | Dance of the Steelbars                       | Inmate                | GMA Films & Portfolio Pictures                       |
| 2012 | One More Try                                 | Edward                | Star Cinema                                          |
| 2012 | Tiktik: The Aswang Chronicles                | Makoy                 | GMA Films                                            |
| 2012 | Boy Pick-Up: The Movie                       | Cameo                 | GMA Films & Regal Films                              |
| 2012 | Kimmy Dora and The Temple of Kiyeme          | Johnson               | Star Cinema & Spring Films                           |
| 2011 | Segunda Mano                                 | Ivan Gálvez           | Star Cinema                                          |
| 2011 | Tween Academy: Class of 2012 (Tuổi nổi loạn) | Cameo                 | GMA Films                                            |
| 2010 | Noy                                          | Himself/Cameo         | Star Cinema                                          |
| 2010 | You to Me Are Everything (Em là tất cả)      | Raphael Benítez       | GMA Films & Regal Films                              |
| 2009 | Kimmy Dora: Kambal sa Kiyeme                 | Johnson               | Star Cinema, Spring Films & MJM Productions          |
| 2008 | One True Love (Quá khứ bỏ quên)              | Miguel "Migs" Mijares | GMA Films                                            |
| 2007 | Resiklo                                      | Angelo                | Imus Productions                                     |
| 2006 | Eternity                                     | Crisanto              | Regal Films                                          |
| 2005 | Moments of Love (Khoảnh khắc cuộc tình)      | Marco                 | GMA Films                                            |
| 2005 | Mulawin The Movie                            | Ybrahim               | GMA Films & Regal Films                              |
| 2005 | Bahay ni Lola 2                              | Rupert                | Regal Films                                          |
| 2004 | Spirit of the Glass                          | Noel                  | OctoArts Films & Canary Films                        |
| 2004 | Annie B.                                     | Fernando              | Viva Films                                           |
| 2003 | Malikmata                                    | Alvin                 | Canary Films                                         |
| 2003 | Pangarap Ko Ang Ibigin Ka                    | Kevin                 | Viva Films                                           |
| 2002 | Magkapatid                                   | Mike                  | Viva Films                                           |
| 2002 | Akala mo                                     | Eric                  | Viva Films                                           |
| 1999 | Kiss Mo 'Ko                                  | Aaron Vincent Nakpil  | Viva Films                                           |
| 1999 | Honey, My Love, So Sweet                     | Paco                  | Viva Films                                           |
| 1998 | I'm Sorry, My Love                           | Butch                 | Viva Films                                           |
| 1994 | Shake, Rattle & Roll V                       | Elmer                 | Regal Films                                          |
| 1994 | Hindi Magbabago                              | Ritchie               | Regal Films                                          |
| 1993 | Edgardo Gang: Santa Rosa Daang               | Ben Santa Rosa        | ?                                                    |
| 1993 | Makati Avenue Office Girls                   | Marco                 | Regal Films                                          |
| 1992 | Takbo Talon Tili                             | German                | Seiko Films                                          |
| 1987 | Forward March                                | Small Boy             | Regal Films                                          |